# Karami (Fluss)
Der Karami ist ein rechter Nebenfluss des Kaduna im Nordwesten Nigerias.

## Verlauf
Der Fluss hat seine Quellen im Bundesstaat Plateau, etwa 20 km nördlich von Jos. Er verläuft zumeist in nordwestlicher Richtung. Erst kurz vor der Mündung schwenkt er nach Westen. Der Karami mündet gut 40 km östlich von der Stadt Kaduna in den gleichnamigen Fluss. 

## Hydrometrie
Die Durchflussmenge des Karami wurde am Pegel Kauru bei einem großen Teil des Einzugsgebietes zwischen den Jahren 1973 bis 2001 in m³/s gemessen.